# Anuga
Die Allgemeine Nahrungs- und Genussmittel-Ausstellung, kurz Anuga, gilt als weltgrößte Fachmesse der Ernährungswirtschaft und Nahrungsmittelindustrie. Sie findet alle zwei Jahre in Köln statt und vereint zehn Fachmessen für unterschiedliche Lebensmittelkategorien. Veranstalter ist die Koelnmesse.

## Konzept
Die Anuga nimmt für sich in Anspruch, zentraler Handelsplatz für Hersteller, Importeure und Großhändler sowie Entscheidungsträger der Ernährungswirtschaft zu sein; sie ist eine Fachmesse ohne Publikumstage.
Als internationale Leitmesse will die Anuga alle wichtigen Anbieter und Nachfrager für Handel und Gastronomie bzw. Außer-Haus-Markt sowie den Onlinehandel zusammenführen und eine repräsentative Breite und Tiefe der globalen Ernährungsbranche bieten, gegliedert in zehn Fachmessen unter einem Dach. Diese Gliederung soll das Profil jeder Fachmesse schärfen und gleichzeitig zu Synergien führen.
Die zehn Fachmessen sind:
- Anuga Fine Food: Feinkost, Gourmet und Grundnahrungsmittel
- Anuga Drinks: Getränke
- Anuga Chilled & Fresh Food: Frische Produkte Convenience, Frische Feinkost, Fisch, Obst und Gemüse
- Anuga Meat: Fleisch, Wurst, Wild und Geflügel
- Anuga Frozen Food: Tiefkühlkost und Speiseeis-Erzeugnisse
- Anuga Dairy: Milch und Molkereiprodukte
- Anuga Bread & Bakery Brot, Backwaren, Brotaufstrich
- Anuga Organic: Bioprodukte
- Anuga Hot Beverages: Tee, Kaffee und Kakao
- Anuga Culinary Concepts: Kulinarik, Technik und Ausstattung für Gastronomie / Außer-Haus-Markt

## Geschichte

### Die Anfänge 1919–1929
Die erste Anuga fand 1919 in Stuttgart in Verbindung mit dem 12. Verbandstag des Reichsverbandes deutscher Feinkostkaufleute statt. Sie war eine Musterschau in kleinem Rahmen, an der sich rund 200 ausschließlich deutsche Firmen beteiligten, und sie war so erfolgreich, dass der Reichsverband beschloss, künftig mit jedem Verbandstag eine Anuga zu verbinden.
Die „Allgemeine Nahrungs- und Genußmittel-Ausstellung“ wurde als jährliche Wanderausstellung konzipiert und fand 1920 in München statt, 1921 in Hannover, 1922 in Berlin und 1923 in Magdeburg.
An der ersten Anuga in Köln vom 17. bis 24. August 1924 beteiligten sich 360 Aussteller auf einer Fläche von etwa 10.000 Quadratmetern Bruttofläche. Mit rund 40.000 Besuchern war diese Anuga die beste zwischen den beiden Weltkriegen. Bereits damals gab es acht Angebotsschwerpunkte: Nahrungs- und Genussmittel, Koch- und Backapparate, Maschinen für die Nahrungsmittelherstellung, Verpackungsmittel und Verpackungsmaschinen, Ladeneinrichtung, Fördertechnik, chemische und kosmetische Präparate sowie Werbeartikel.
Der Erfolg beruhte einerseits auf der professionellen Ausrichtung der Messe, andererseits lag es an der politischen Situation. 1924 war das Rheinland wirtschaftlich vom übrigen Reichsgebiet abgetrennt. Die Anuga wurde zu einer nationalen Demonstration gegen die britische Besatzung. Wie es in der Festschrift stand, war die Ausstellung eine „gute deutsche Tat“.

### Nach dem Zweiten Weltkrieg – ab 1951
1951 wurde die Anuga – laut Beschluss des Hauptverbandes des Deutschen Lebensmittel-Einzelhandels, dem heutigen Bundesverband des Deutschen Lebensmittelhandels als Fachverband innerhalb des Handelsverbands Deutschland – erstmals nach dem Zweiten Weltkrieg vom 6. bis 14. Oktober 1951 in Köln veranstaltet. Der Ausstellungs- und Messe-Ausschuss der Deutschen Wirtschaft AUMA hatte die Anuga als zentrale Leistungsschau der gesamten Ernährungswirtschaft als bundeswichtig anerkannt.
Über 1200 Aussteller aus 34 Ländern belegten die Hallenfläche von 52.000 Quadratmetern. Für die ausländischen Aussteller hatte das Bundesministerium für Ernährung, Landwirtschaft und Forsten Sonderkontingente in Höhe von rund 2 Millionen US-Dollar zur Verfügung gestellt. Rund 250.000 Besucher aus dem In- und Ausland wurden gezählt. Der erfolgreiche Messeverlauf führte dazu, dass die Generalversammlung des Hauptverbandes des Deutschen Lebensmittel-Einzelhandels beschloss, die Anuga weiterhin im zweijährigen Turnus in Köln durchzuführen.
Der Präsident des Hauptverbandes, Adolph C. Nickelsen, sagte damals: „Wenn wir die Anuga 1951 nach Köln gelegt haben, so war u. a. für diese Ortswahl der Gedanke maßgebend, einer der schwersten vom Kriege getroffenen Städte durch das ungeheure Leben, welches jede Ausstellung mit sich bringt, neue Kraft für ihren Wiederaufbau zu verleihen.“
1953 nahmen an der Anuga mehr ausländische als deutsche Aussteller teil. Die Besucherzahl stieg auf rund 262.000. Die Hallen 1 bis 3 waren deutschen Ausstellern aus dem Nahrungs- und Genussmittelbereich vorbehalten. Ladeneinrichtungen wurden im Obergeschoss gezeigt, technische Anlagen und maschinelle Einrichtungen in den Erdgeschossen der Hallen 4 und 5, daneben je ein Musterladen für Fleischer und den Milchhandel. Anziehungspunkt war die „Gläserne Küche“ der deutschen Fischwirtschaft, die in der Presse als „das Glanzstück westdeutscher Ausstellungsbauten“ bezeichnet wurde. Die Halle 7 war für das Ausland reserviert. Bundeswirtschaftsminister Ludwig Erhard sprach sich für ein Verbleiben der Ausstellung in Köln aus.
1955 erfüllte die Anuga mit zusätzlichen 20.000 Quadratmeter die Forderung nach mehr Ausstellungsflächen. Viel beachtet war die große Gemeinschaftsschau „Deutschland bietet an“. Die überaus lebhafte Entwicklung der Anuga veranlasste die Generalversammlung des Hauptverbandes des Deutschen Lebensmittel-Einzelhandels den einstimmigen Beschluss zu fassen, dass „grundsätzlich bis zur Wiedervereinigung mit der Ostzone die Anuga alle zwei Jahre in Köln“ stattfinden solle.
Die Anuga sei die allumfassende Leistungsschau der Ernährungswirtschaft. Prominentester Gast war Bundeskanzler Konrad Adenauer, dessen Urteil aus nur wenigen Worten bestand: „Diese Schau ist imponierend; Sie können stolz darauf sein.“
1957 konnte die Anuga – trotz süddeutscher Konkurrenz durch die 1. Internationale Kolonialwaren- und Feinkost-Ausstellung IKOFA in München im Jahr 1956 – bei den Aussteller- und Besucherzahlen weiter zulegen. Die Sonderschau „Packung und Verpackung“ erreichte mit 140 Ausstellern einen neuen Höchststand. „Der moderne Laden“ mit dem Ladenbautag und rund 150 Ausstellern war das Trendthema der Zeit. Erstmals übernachteten gut 1000 Messegäste zur Entlastung der Kölner Hotellerie in sieben Hotelschiffen, die am Rheinufer in Höhe des Messegeländes ankerten.
1959 wurden auf der Anuga die Sonderschauen „Packung und Verpackung“ und „Der moderne Laden“ um eine weitere ergänzt: „Werbung und Dekoration“. Erstmals beteiligte sich der Deutsche Fleischerverband. Die Fördergemeinschaft der Reform Wirtschaft, heute FNL, gestaltete eine Lehr- und Informationsschau. In der neu errichteten Halle 14 stellte erstmals die Gruppe „Tiefkühlung und Tiefkühlkost“ in der Sonderschau „Tiefkühlkette“ aus. Ergänzt wurde die Präsentation durch eine Ausstellung von Tiefkühl-Spezialfahrzeugen im Freigelände. Neu war, dass an den ersten drei Tagen Einkäufertage für den Handel eingerichtet wurden.
1961 weitete sich das Messeangebot der Anuga weiter aus. Die Süßwarenwirtschaft, von Beginn an dabei und seit 1957 mit ihrer Leistungsschau „Die süße Straße“ vertreten, stellte mit über 250 Ausstellern eine der größten Branchengruppen. „Das moderne Handelskontor“ machte die Fachbesucher mit fortschrittlichen Büro- und Organisationsmitteln bekannt. Die Zahl der Fachbesuchertage wurde auf vier erhöht.
1963 präsentierte sich auf der Anuga als neuer Schwerpunkt die Milchwirtschaft mit 84 Ausstellern. Erstmals 1964 fand in Paris der „Salon international de l’alimentation“ statt, diese Fachmesse findet seither in den geraden, Anuga-freien Jahren statt.
1965 standen die Themen „Lebensmittel modern verkaufen – Existenzsicherung für morgen“ sowie „Verkaufsaktive Ladengestaltung: Licht, Farbe, Material“ im Mittelpunkt der Anuga. Die Aussteller der Verpackungswirtschaft machten unter dem Titel „10 Jahre Verpackung auf der Anuga“ auf sich aufmerksam. Die Deutsche Automatenwirtschaft hatte erstmals einen Gemeinschaftsstand. Mit nun fünf Einkäufertagen wurde der Fachcharakter der Messe weiter gestärkt.
1969 feierte die Anuga ihren 50. Geburtstag. Die bescheidene Musterschau von 1919 hatte sich zur Weltmesse der Branche entwickelt. Erstmals wurde Non-Food präsentiert, beschränkt auf eine Auswahl von rund 50 Ausstellern. Durch den Ausbau der Hallen 1 bis 3 konnte die Süßwarenbranche ihr Angebot geschlossen im Obergeschoss der Hallen 1 und 2 präsentieren. Die Dauer der Anuga wurde auf sieben Tage verkürzt.
Bereits 1967 war der Bereich Außer-Haus-Verpflegung in die Anuga integriert worden und auch die Schnellimbissbetriebe wollten sich auf der Messe präsentieren. Die Veranstalter hielten es jedoch nicht für sinnvoll, den Umfang der Anuga weiter zu vergrößern, sondern sprachen sich für eine eigenständige Messeveranstaltung aus: die Eurosnack, die 1970 aus dem Angebot der Anuga ausgegliedert wurde. Diese Branche führt mit der Internationalen Süßwarenmesse (ISM) nunmehr ihren eigenen jährlichen Ordertermin in Köln durch.
1971 wurde die Gewerbliche Landesfachschau für das Hotel- und Gaststättengewerbe Nordrhein-Westfalen, heute DEHOGA, in die Anuga integriert, als erweitertes Messeangebot wurden Großküchen präsentiert. Erstmals nahm die Centrale Marketing-Gesellschaft der deutschen Agrarwirtschaft (CMA) an einer Inlandsmesse teil.
Der Titel der Anuga lautete seit 1971 offiziell: „Allgemeine Nahrungs- und Genussmittel-Ausstellung mit Inter-Non-Food, Technischem Zentrum für die Ernährungswirtschaft und Fachschau für die Gastronomie.“
1973 standen die Sonderschau zu „Gemeinschaftsverpflegung und des Außer-Haus-Verzehrs“ mit einer Musterkantine sowie „Das vorbildliche Hotelzimmer“ im Blickpunkt. Im gastgewerblichen Informationszentrum wurde der „Tag der Gastronomie“ veranstaltet. Die Messe wurde auf sechs Tage verkürzt, es blieb ein Publikumstag.

### Neuordnung 1975
1975 erfolgte der letzte Schritt zur reinen Fachmesse. Die Anuga präsentierte sich neu geordnet mit drei Hauptbereichen und den Staatenschauen.
- Consuma: Fachbereich Food-Nonfood
- Systema: Technischer Fachbereich für Verpflegungssysteme (Hotel- und Gaststättengewerbe, Großgruppenverpfleger und Caterer)
- Technica: Technischer Bereich für Nahrungsmittelhandel und -industrie (Maschinen und Geräte zur Verarbeitung und Verpackung von Nahrungs- und Genussmitteln, Ladenausstattungen).
- Staatenschauen: Ausländische Aussteller hatten von Beginn an erfolgreich an der Anuga teilgenommen. Entwicklungsländer wurden von der Europäischen Gemeinschaft, dem Bundesministerium für wirtschaftliche Zusammenarbeit unterstützt und durch die GTZ gefördert. Die Kölner Messegesellschaft bot Ausstellern aus der Dritten Welt vergünstigte Standpreise.

Im Vorfeld der Anuga 1975 war eine „Kleine Kommission“ eingesetzt worden, die mit Vertretern der Messegesellschaft das neue Konzept besprach. Im Protokoll der Sitzung vom 3. Juli 1974 wurden folgende Ergebnisse festgehalten: Die Anuga sollte ihre Stellung als zentrale Fachveranstaltung der Ernährungswirtschaft durch die Integration aller Verzehrsbereiche ausbauen. Der Fachcharakter sollte verstärkt werden; die Bereiche Getränke, Feinkost, Fleischwaren und Importe sollten möglichst geschlossen dargestellt werden. Tiefkühlkost, Süßwaren und Milchprodukte bildeten bereits eigene Sektoren. Dem Bereich Außer-Haus-Verpflegung sollten Grill-, Imbiss- und Gemeinschaftsverpflegung angegliedert werden. Der letzte Publikumstag wurde gestrichen, die Anuga war zu einer reinen Fachmesse geworden. Zur Anuga – Weltmarkt für Ernährung sind seither nur noch Fachbesucher zugelassen.
Die Eigenständigkeit jedes Fachbereichs sollte durch ein eigenes grafisches Symbol, den Einsatz spezifischer Werbemittel und durch Rahmenveranstaltungen für die jeweilige Zielgruppe zum Ausdruck kommen. Das neue Logo der Anuga – ein kleines a, das den Globus umspannt – sollte den Gesamtzusammenhang aller Bereiche herausstellen.

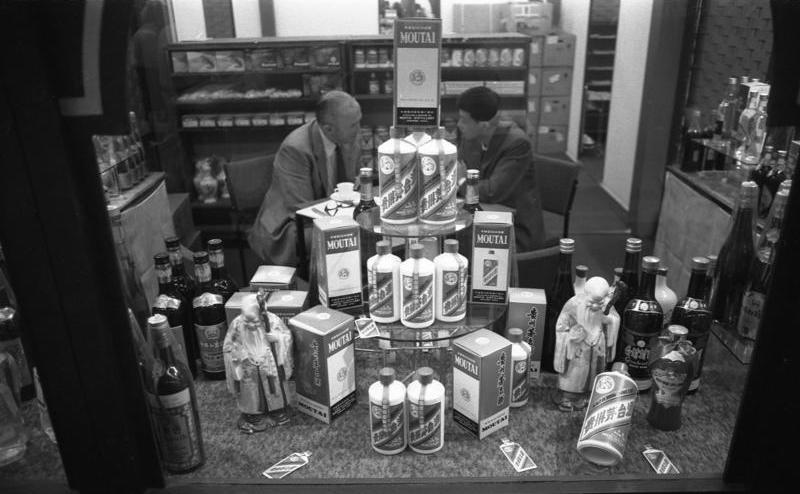
Anuga 1979: Ausstellungsstand der Volksrepublik China

1977 war die Anuga durch den weiteren Ausbau des Messegeländes so groß wie nie zuvor. Erstmals beteiligte sich der Fleischerinnungsverband Nordrhein-Westfalen. Die Staatenschauen belegten die Hallen 1 bis 5; die Importe Halle 6, der Non-Food-Sektor Halle 8, die Tiefkühlkost Halle 10.2, das „süße Zentrum“ und die „Milchstraße“ Halle 12.2, der Getränkemarkt Halle 13. Die Systema stellte in Halle 14 aus und der technische Bereich in Halle 15. Die „Fachschau des Gaststättenverbandes Nordrhein-Westfalen“ hatte sich von der Anuga gelöst und präsentierte sich auf der Gast in Düsseldorf.
1983 nahmen an der Anuga erstmals der Bundesverband des Holz- und Kunststoffverarbeitenden Handwerks und die Europäische Vereinigung der Verbände der Reformwarenhersteller teil. Die Sonderschau „Gastrovision“ war ein weiteres viel beachtetes Angebot.
1985 fiel der Fachbereich Non-Food weg, um den Fachcharakter der Anuga weiter zu stärken. Auch der Direktverkauf von Waren und Proben wurde verboten. 1987 sollte mit Einführung einer Dreitageskarte die Weitergabe von Dauerkarten an unberechtigte Besucher unterbunden werden.
1991 verlagerte die Koelnmesse das Anuga-Segment „Milchstraße“ in eine um 40 Prozent größere Ausstellungsfläche für die 422 Anbieter aus 25 Ländern. Dies war auch eine Reaktion auf die NOWEA in Düsseldorf, die 1990 mit der Intermopro die erste Spezialmesse für Milch- und Molkereiprodukte durchgeführt hatte.

### Neue Systematisierung 1993/1995
1993 machte die Größe der Anuga und eine zunehmende Spezialisierung der Einkäufer eine weitere Systematisierung der Angebotsbereiche Consuma, Gastroma (bis 1979 Systema) und Technica erforderlich. Den Ausstellern innerhalb der Staatenschauen wurde eine branchenorientierte Präsentation im jeweiligen Fachsegment empfohlen. Der Bereich Getränke wurde neu gegliedert, die Sparte Hotelausstattungen abgestoßen und Eintrittsgutscheine abgeschafft. Eine neue Gangführung sollte zur weiteren Transparenz beitragen.
Zur Begründung sagte Messe-Hauptgeschäftsführer Dieter Ebert damals: „Was nützt es der Firma Nestlé, wenn Frau Schmitz aus Köln-Nippes mit ihrem Kaffeekränzchen dort auftaucht! Was hat der Exporteur von Parmaschinken davon, wenn ihn Herr Schmitz und seine Kegelbrüder belagern?“
Als Folge dieser Maßnahme sank die Zahl der Besucher um 40.000 im Vergleich zu 1989, dafür war die Qualität der Fachbesucher so gut gewesen wie nie zuvor.
1995 wurde der technische Bereich aus der Anuga ausgegliedert und ab 1996 in eine neue eigenständige Fachmesse, die Anuga FoodTec, eingebracht. Die Anuga änderte ihren Titel in Anuga Cologne – World Food Market; der bisherige Untertitel entfiel.
Die so gewonnene, größere Ausstellungsfläche erlaubte der Anuga eine weitere Verfeinerung der Angebotsstruktur mit den folgenden Sparten:
- Fleisch, Wurst, Wild, Geflügel
- Milch- und Molkereiprodukte
- Tiefkühlkost und Speiseeis-Erzeugnisse
- Getränke in fünf Angebotsbereichen
- Allgemeine Nahrungsmittel und Grundstoffe
- Fein- und Reformkost, Konserven und Gewürze
- Brot und Backwaren, Brotaufstrich, Genussmittel
- Frischobst, Frischgemüse und Früchte
- Fisch, Krusten- und Schalentiere

2001 besuchten 165.000 Einkäufer aus 147 Ländern die Anuga. 6205 Unternehmen aus 95 Ländern präsentierten sich, 75 Prozent der Aussteller kamen aus dem Ausland, allein 195 aus den USA.
Die Anordnung der „temperaturgeführten“ Bereiche Tiefkühlkost, Fleisch und Geflügel sowie Milch- und Molkereiprodukte in benachbarten Hallen überzeugte. Als eigenständiger Bereich etablierten sich die „Anuga spezial“ mit regionalen Spezialitäten ebenso wie „Vending“.

### Zehn Fachmessen unter einem Dach
2003 wurde zum ersten Mal das Anuga-Konzept „10 Fachmessen unter einem Dach“ im neuen Messegelände umgesetzt.
2005 wuchs im Vergleich zur Vorveranstaltung die Ausstellerbeteiligung um fünf Prozent. 6607 Anbieter aus 95 Ländern, davon 83 Prozent aus dem Ausland, sowie rund 163.000 Fachbesucher aus 175 Ländern waren auf der Anuga.
2009 kamen rund 153.500 Fachbesucher aus über 180 Ländern, davon 61 Prozent aus dem Ausland. Die Zahl der Aussteller mit 6522 Anbietern aus 97 Ländern blieb auf unverändertem Niveau. Trendthemen waren Convenience-, Wellfood- und „Free-From“-Produkte, sowie „Halal Food“. Überdies profilierte sich die Branche mit den Themen Corporate Social Responsibility und Nachhaltigkeit.
2011 waren 6743 Aussteller aus 97 Ländern sowie 154.516 Fachbesucher aus 185 Ländern vom 8. bis 12. Oktober auf der Anuga. Das Finale des Wettbewerbs Koch des Jahres findet seit 2011 im Turnus von zwei Jahren auf der Messe statt. Die Finalisten werden über Vorentscheide ermittelt, die in wechselnden Städten im deutschsprachigen Raum ausgetragen werden.
Auf der 32. Anuga im Jahr 2013 stellten 6627 Aussteller auf 152.000 Quadratmetern Nettoausstellungsfläche ihre Produkte und Anwendungen aus. An den fünf Messetagen kamen 154.642 Besucher, davon 101.809 aus dem Ausland.
Die 33. Anuga fand vom 10. bis 14. Oktober 2015 statt und konnte neue Rekorde verbuchen. 7.063 Aussteller aus 108 Ländern (Auslandsanteil 89 %) präsentierten auf 284.000 Quadratmetern Bruttoausstellungsfläche ihre Neuheiten rund 160.000 Fachbesuchern aus 192 Ländern (Auslandsquote 68 %).
Die 34. Anuga vom 7. bis 11. Oktober 2017 erzielte mit mehr als 7.400 ausstellenden Unternehmen aus 107 Ländern erneut einen Rekord, rund 165.000 Fachbesucher aus 198 Ländern nutzten dieses Angebot.